# Зенин, Никифор Дмитриевич
Никифор Дмитриевич Зенин (1869, Московская губерния — 1922, Егорьевск) — российский фотограф, документалист, художник, владелец фотографической мастерской ; Член Русского фотографического общества в Москве, выставлял свои произведения в Париже; им сделаны дореволюционные фотографии исторических памятников и жителей Егорьевска, снимки представителей старообрядческого духовенства, церковно-общественных деятелей. Он первым запечатлел вид алтарей храмов Рогожского кладбища в момент их распечатывания 16 апреля 1905 года. Проявил себя и как репортёр, публицист, апологет Старообрядчества.

## Биография

### Происхождение
Родился в деревне Гостилово Чаплыженской волости Бронницкого уезда Московской губернии (ныне Воскресенский район Московской области), в крестьянской старообрядческой семье. С 1895 года жил и работал в Егорьевске Рязанской губернии. Свою деятельность начал вскоре после выхода из военной службы.

### Видный представитель интеллигенции России начала XX века
Известный и знаменитый в Егорьевске и России фотограф: документалист, художник, репортёр; член Русского фотографического общества в Москве, выставлял свои произведения в Париже; им сделаны дореволюционные фотографии исторических памятников и жителей Егорьевска и Белой Криницы (альбом «Белая Криница», 1903 г.), снимки представителей старообрядческого духовенства, церковно-общественных деятелей; владелец фотографии и мастерской светописи. Он первым запечатлел вид алтарей храмов Рогожского кладбища в момент их распечатывания 16 апреля 1905 года. Фотоархив Зенина Н. Д. вошёл в проект «Фотолетопись России»; Писатель, журналист, публицист автор многочисленных статей и очерков (часто использовал псевдонимы Гостиловский и Энзет), сотрудник старообрядческих изданий.
Один из создателей и фактический руководитель книгоиздательства «Старообрядческая мысль» и одноимённого журнала; книготорговец, обладатель крупной библиотеки, в том числе общественной.
Избирался Гласным Егорьевской городской думы; принимал участие в благотворительности: член общества пособия бедным, член Егорьевского добровольного пожарного общества, член Воскресенской добровольной пожарной дружины; в 1916 году — по направлению Всероссийского земского союза — находился на фронте Первой мировой войны, во 2-й армии. «Война д. б. благородна, но неумолима: зазнавшийся немец должен получить им заслуженное, и только тогда в Европе настанет долгий спокойный мир, когда зазнавшийся немец будет совершенно обезврежен.» — писал Зенин.
При его поддержке выполнены первые записи церковного пения (Морозовского хора под упр. П. Цветкова) на граммофонные пластинки; способствовал распространению записей, обучению и популяризации песнопения знаменного распева.
Состоял в Московском и Международном обществах эсперантистов Moskva sosieto esperantista и Universala esperantista asocio, издал серию уникальных фотооткрыток с видами Егорьевска и надписями на двух языках: русском и эсперанто; принимал участие в конгрессе эсперантистов-католиков в Париже в 1910 году, где выступал с докладом, и 2-м Всерусском конгрессе эсперантистов в 1913 году; вёл переписку, кроме русского и эсперанто, также и на немецком, французском, польском, латышском языках, на всех славянских наречиях.

### Крупный общественный деятель старообрядчества в России
Один из самых известных в России интеллигентов-начётчиков (богословов, знатоков церковного права); член правления и казначей Российского Союза начётчиков, участник Всероссийских Съездов начётчиков.
Деятельный участник Всероссийских и Чрезвычайных Съездов старообрядцев и член Совета Съездов.
Выдающийся деятель в Егорьевском Георгиевском Братстве имени св. апостолов Петра и Павла, председатель Егорьевской старообрядческой общины; неоднократно принимал участие в депутациях, наряжаемых старообрядцами по какому-либо особо важному общественному вопросу, к духовным и правительственным лицам; в качестве делегата от Рязанской епархии принимал участие в Освещённых Соборах, неоднократно избирался в архиепископский Духовный совет.
Вместе с соратниками Зенин Н. Д. посвятил свою жизнь борьбе за свободу веры, совести и личности, чистоту Православной Христианской веры и созданию культурной среды старообрядчества.
За общественную и церковную деятельность преследовался полицией и жандармерией. Против него возбуждались уголовные дела, он подвергался обыскам, аресту с намерением выслать его из Рязанской губернии
В последние годы жизни Н. Д. Зенин оставался фотографом, содержателем (фотографии), был председателем Совета Егорьевской старообрядческой общины.
Чрезвычайно остро Н. Д. Зенин воспринял постановление ВЦИК 1922 года об изъятии церковных ценностей. За несколько недель до смерти он писал старообрядческому Рязанскому и Егорьевскому епископу Александру (Богатенкову; 1907—1928 годы) о том, что изъятием советская власть отнимают у народа «последнюю возможность спастись в дни грядущих бедствий — всеобщего обнищания, всеобщего голода».
Умер Никифор Дмитриевич Зенин в Егорьевске от сыпного тифа, похоронен на Никитском кладбище. Кладбище было разрушено в 1938 году, могила Зенина не сохранилась.

Работы Зенина Никифора Дмитриевича
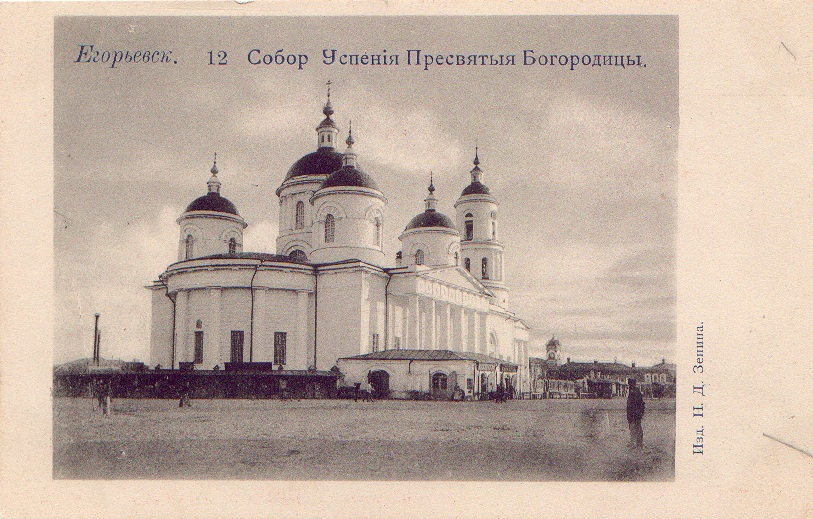
Успенский собор (Белый)
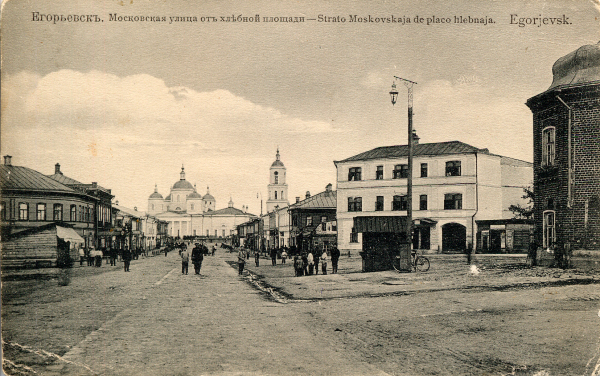
Московская улица от Хлебной площади